# Nikanoria stigma
Nikanoria stigma är en stekelart som beskrevs av Zerova 1978. Nikanoria stigma ingår i släktet Nikanoria och familjen kragglanssteklar.
Artens utbredningsområde är Turkmenistan. Inga underarter finns listade i Catalogue of Life.